# Jurandy da Feira
Jurandy da Feira (Tucano, 2 de novembro de 1950) é um compositor, cantor e violonista brasileiro.
Ainda adolescente, Jurandy mudou-se para Feira de Santana, na Bahia, onde participou de muitos festivais de música, e onde conheceu o jornalista José Malta, que o apresentou ao compositor Luiz Gonzaga.
Compôs então Nos cafundó de Bodocó, gravada pelo Rei do Baião no LP Capim novo, de 1976. Por essa época, mudou-se para o Rio de Janeiro, passando a atuar na noite e em projetos culturais na cidade. Em 1982, outra canção sua era gravada por Luiz Gonzaga: Frutos da terra, registrada no LP Eterno cantador. Em 1983, no LP 70 Anos de Sanfona e Simpatia, Luiz gravou Canto do povo, também de sua autoria. Em 1984, foi a vez de "Terra, vida e esperança" ser gravada por Gonzaga, no LP Danado de bom.
Jurandy também foi gravado por artistas como Vanja Orico, Rabelo Gonzaga, Terezinha de Jesus, Renato Braz, Genaro do Acordeon, Renato Braz e Trio Nordestino.
O primeiro disco de Jurandy foi produzido por Luiz Bandeira e arranjado musicalmente por Sivuca e Orlando Silveira. Seguiu-se o LP Guerreiro (1985) e os CD independentes Frutos da Terra (1996) e Universidade do Forró (1999), ambos com arranjos e direção musical de Roberto Stepheson, e este último contando com a participação do renomado acordeonista Chico Chagas.
Em 1993, acompanhado do Quinteto Violado, ganhou o terceiro lugar no Canta Nordeste, com o frevo Olinda Linda. Em 1999 Jurandy atuou como produtor do disco homônimo da cantora Tânia Rosatto. Em 2000,lançou o CD Frutos da terra (Eldorado), e em 2002 lançou o Acústico (independente). Em 2012 Jurandy gravou o CD Jurandy da Feira canta Gonzagão, lançado no Centro Cultural da Justiça Federal. O registro deste show foi lançado em DVD, sob o mesmo título do CD.
Em junho de 2012, Jurandy se apresentou na tradicional festa junina de Campina Grande, o maior São João do mundo.